# Blood trance
Blood trance er en eksperimentalfilm fra 1995 instrueret af Beatrice Eggers efter eget manuskript.

## Handling
En ung kvinde er på en åndelig rejse. Hun skærer sensuelt sin egen tunge af. Stilheden hun oplever visualiseres i form af eksotisk djævledans, diamanter og drømmemaskiner. Den fantasifulde energi bringer hende i trance og ekstasen forvandler stilheden til en højstemt tilstand.